# Association générale des étudiants liégeois
Pour les articles homonymes, voir AGEL.
 (novembre 2013).
L’Association générale des étudiants liégeois (AGEL) est une asbl créée en 1982. Elle encadre les activités des divers comités de baptêmes estudiantins de l'université de Liège (à l'exception des vétérinaires). Durant la période des baptêmes, elle encadre ceux-ci. Elle veille à ce que les comités respectent la Charte, rédigée par l'association, les comités et les autorités de l'université de Liège.
Le bureau AGEL, composé de 5 à 8 personnes, est renouvelé chaque année. Ce bureau est élu par les 26 comités membres de l'association.
L’AGEL propose aux étudiants liégeois une infrastructure pour faire la fête tout en respectant les impératifs universitaires et de la Ville de Liège. L’AGEL encadre en effet tant les nombreuses petites manifestations du premier et du second semestre que les manifestations d’ampleur telles la Saint-Nicolas ou la Saint Torè.
À l'occasion de la Saint-Nicolas et de la Saint Torè, l'AGEL organise les Cortèges estudiantins ainsi que les soirées sous chapiteau. Elle publie aussi un épisodique folklorique, biannuel, la Gazette « La Nanesse » comprenant un article de chaque comité de baptême liégeois prenant la peine d'en écrire un.

## La MEL (la Maison des étudiants liégeois)
La MEL est une asbl dont le but est de fournir aux étudiants des lieux de rencontre et de fêtes dans de bonnes conditions d’accès, de sécurité et d’hygiène.
La MEL fonctionne depuis ses débuts sans aides ni subsides. Elle est pluraliste et apolitique.
Créée en 1997-1998, elle poursuit depuis lors deux projets concomitants, à savoir l’installation d’un bar à caractère exclusivement estudiantin et non lucratif au centre-ville, d’une part, et à l’aménagement d’une salle susceptible d’accueillir les grands évènements de l’agenda festif liégeois, d’autre part.
L’asbl est dotée d’un Conseil d’Administration qui se réunit deux fois par mois environ. Il se compose de membres à part entière dont le mandat est de 5 ans et d’administrateurs dits « spéciaux » qui sont élus pour une année et n’ont pas le droit de vote. Ils sont le ‘droit de regard’ et le gage de transparence fourni à la communauté étudiante dans son ensemble. Le CA se compose d’un président, d’un vice-président, d’un secrétaire, de deux trésoriers et de plusieurs administrateurs auxquels s’ajoutent le Président(e) de l’Association générale des étudiants liégeois (administrateurs) et les trois administrateurs spéciaux.
L’asbl Maison des Étudiants Liégeois est une création de l’asbl AGEL pour lui déléguer les aspects de gestion et de financement et se recentrer sur sa mission première : organiser des fêtes. La stabilité du CA est un gage de pérennité et de suivi des dossiers. Il se compose d’étudiants et d’anciens étudiants motivés par la survie des traditions folkloriques ainsi que par l’accessibilité et la sécurité des activités proposées.

## Les comités de Baptêmes membres
- Comité de baptême Archi
- Comité de baptême Barbou
- Comité de baptême Droit
- Comité de baptême Gramme
- Comité de baptême Grande Ducale
- Comité de baptême HEC
- Comité de baptême Informatique
- Comité de baptême Ingénieur civil
- Comité de baptême ISEPK
- Comité de baptême ISIL
- Comité de baptême Médecine
- Comité de baptême Paludia
- Comité de baptême Pharmacie
- Comité de baptême Philo et Lettres
- Comité de baptême Psycho
- Comité de baptême Sciences
- Comité de baptême Dentisterie
- Comité de baptême ISIS
- Comité de baptême Rivageois
- Comité de baptême Saint-Laurent
- Comité de baptême Seraing
- Comité de baptême Jonfosse
- Comité de baptême Saint-Julienne
- Comité de baptême Sainte Croix
- Comité de baptême Verviers
- Comité de baptême des beaux-arts (CBA)

## Bureau actuel
- Président : Maxime Duchesne (Ingénieur)
- Vice président: Benoît Istasse (Architecte)
- Vice président folklore: Emilio Carvajal (Philo)
- Trésorier: Jules Bourgeois (ISIL)
- Trésorier: Aurélien Delcour (Ingénieur)
- Secrétaire externe: Arthur Délestrée (Pharma)
- Secrétaire interne: William Therer (Gramme)
- Relations Publiques: Maxime Legrand (Barbou)

## Présidents AGEL
Les présidents AGEL sont élus pour une année académique, s'étendant de septembre à août
- 2024-2025 : Maxime DUCHESNE (Ingénieur)
- 2023-2024 : Antoine VANDELAER (Médecine)
- 2022-2023 : Maxime LEMARCHAND (Ingénieur)
- 2021-2022 : Maxence STENIER (Droit)
- 2020-2021 : Julien BOLLAND (Ingénieur)
- 2019-2020 : Egon SCHEER (INFO)
- 2018-2019 : Pierre MARENNE (ISIL)
- 2017-2018 : Taha NOUARA (INFO)
- 2016-2017 : Sacha CATHERINE (Ingénieur)
- 2015-2016 : Pascal LEROY (Ingénieur)
- 2014-2015 : Valentin FONTAINE (Ingénieur)
- 2013-2014 : Franck WANDJI (INFO)
- 2012-2013 : Julien DENOËL (Philo)
- 2011-2012 : Xavier CLAESSENS (Ingénieur)
- 2010-2011 : Bryan MARQUET (Médecine) / Anne-Charlotte TROUILLET (Pharma)
- 2009-2010 : Sylvie JOURDAIN (ISEPK)
- 2007-2009 : Xavier HUPPERTZ (Droit)
- 2006-2007 : Audrey BELLENS (Droit)
- 2005-2006 : Cédric SCHÜTZ (Ingé)
- 2004-2005 : Frédéric BISSCHOPS (Philo)
- 2003-2004 : Insaf AZIZI (Philo)
- 2002-2003 : Quentin LEBUSSY (Philo)
- 2001-2002 : Philippe TRINON (Philo)
- 2000-2001 : Fathy HACHICHA (Sci-éco)
- 1999-2000 : Laurent MAIRE (Info)
- 1998-1999 : Philippe Devos (Médecine)
- 1997-1998 :
- 1996-1997 :
- 1995-1996 :
- 1994-1995 : Xavier Nijssen (Ingénieur)
- 1993-1994 : Laurent MATELOT et Michel PETERS
- 1991-1992 : Laurent MATELOT (Ingénieur)
- 1990-1991 : Michel PETERS (Philo)
- 1989-1990 : Geoffroy PARIZEL (Psycho)
- 1988-1989 : Philippe LAUMANS (Ingénieur)
- 1987-1988 :
- 1986-1987 :
- 1985-1986 :
- 1984-1985 : Hubert DUCHESNE (Sciences Eco)
- 1982-1984 : Didier JORDENS (Ingénieur)